# Frontière entre la Russie et l'Ukraine
La frontière entre la Russie et l'Ukraine est la frontière internationale séparant la Russie de l'Ukraine.
Son tracé, délimité en 1919 lors de la création de la république socialiste soviétique d'Ukraine, devient une limite administrative interne à l'URSS lors de la création de celle-ci en 1922. Cette frontière est mentionnée dans le Traité d'amitié russo-ukrainien signé le 31 mai 1997 sans que sa démarcation effective n'ait été effectuée au moment de la conclusion de l'accord.
Le traité entre la fédération de Russie et l'Ukraine sur la frontière russo-ukrainienne est finalement signé le 28 janvier 2003, sans que soit toutefois défini précisément le rencontre des frontières nationales de l'Ukraine, de la Russie et de la Biélorussie.
Le rattachement contesté de la Crimée à la Russie début 2014 puis l'annexion russe des oblast du sud-est de l'Ukraine en 2022 entraîne de facto l'existence d'un litige frontalier entre les deux pays.

## Historique

### Origines de la délimitation
Le tracé de la frontière actuelle provient de la création de la frontière en 1919 entre la république socialiste soviétique d'Ukraine et la république socialiste fédérative soviétique de Russie. Elle devient une délimitation administrative interne à l'URSS lors de sa création en 1922. Cette frontière sera changée en 1954 avec le transfert de l'oblast de Crimée de la RSFSR à la RSSU.
Le traité entre la Fédération de Russie et l'Ukraine sur la frontière russo-ukrainienne a été signé le 28 janvier 2003, à la suite du Traité d'amitié russo-ukrainien entré en vigueur le 1er avril 1999.
Ce traité stipule que la frontière d'État russo-ukrainienne sera une « surface verticale qui divise les territoires étatiques au point de rencontre des frontières étatiques de l'Ukraine, de la Russie et de la Biélorussie jusqu'à un point situé sur la côte du golfe de Taganrog ». Le point de rencontre des frontières nationales de l'Ukraine, de la Russie et de la Biélorussie devait être défini par un traité distinct, selon un article en ligne de la bibliothèque du Congrès.
Le 14 mai 2010, le gouvernement de la fédération de Russie a publié la résolution n° 720-r, ordonnant au ministère des Affaires étrangères de la fédération de Russie de commencer à travailler à la conclusion d'un accord avec le gouvernement ukrainien sur la démarcation de la frontière.
Entre 2010 et 2014, la Commission russo-ukrainienne pour la démarcation de la frontière s'est réunie 18 fois et un seul poste frontière a été installé du côté russe de la frontière. Le 19 novembre 2014, le gouvernement ukrainien a annoncé qu'il approuverait le projet de décret présidentiel prévoyant le début des travaux de délimitation de la frontière entre l'Ukraine et la fédération de Russie.
La frontière définitive reste tributaire de la situation militaire compte tenu de l'intervention militaire russe en cours depuis le 24 février 2022 (soit une victoire totale d'un des deux camps, soit le résultat d'éventuelles négociations, voire un scénario à la coréenne). Elle nécessitera un traité international.

### Indépendance de l'Ukraine et mémorandum de Budapest
Elle retrouve son caractère international dans le cadre de la dislocation de l'URSS le 24 août 1991, date de la proclamation de l'indépendance de l'Ukraine vis-à-vis de l'URSS, indépendance formellement reconnue par l'URSS le jour de sa dissolution officielle le 26 décembre 1991, puis par le reste de la communauté internationale courant 1992.
À partir de 2014, l'Ukraine construit une barrière de démarcation sur sa frontière avec la Russie.

### Question de la Crimée

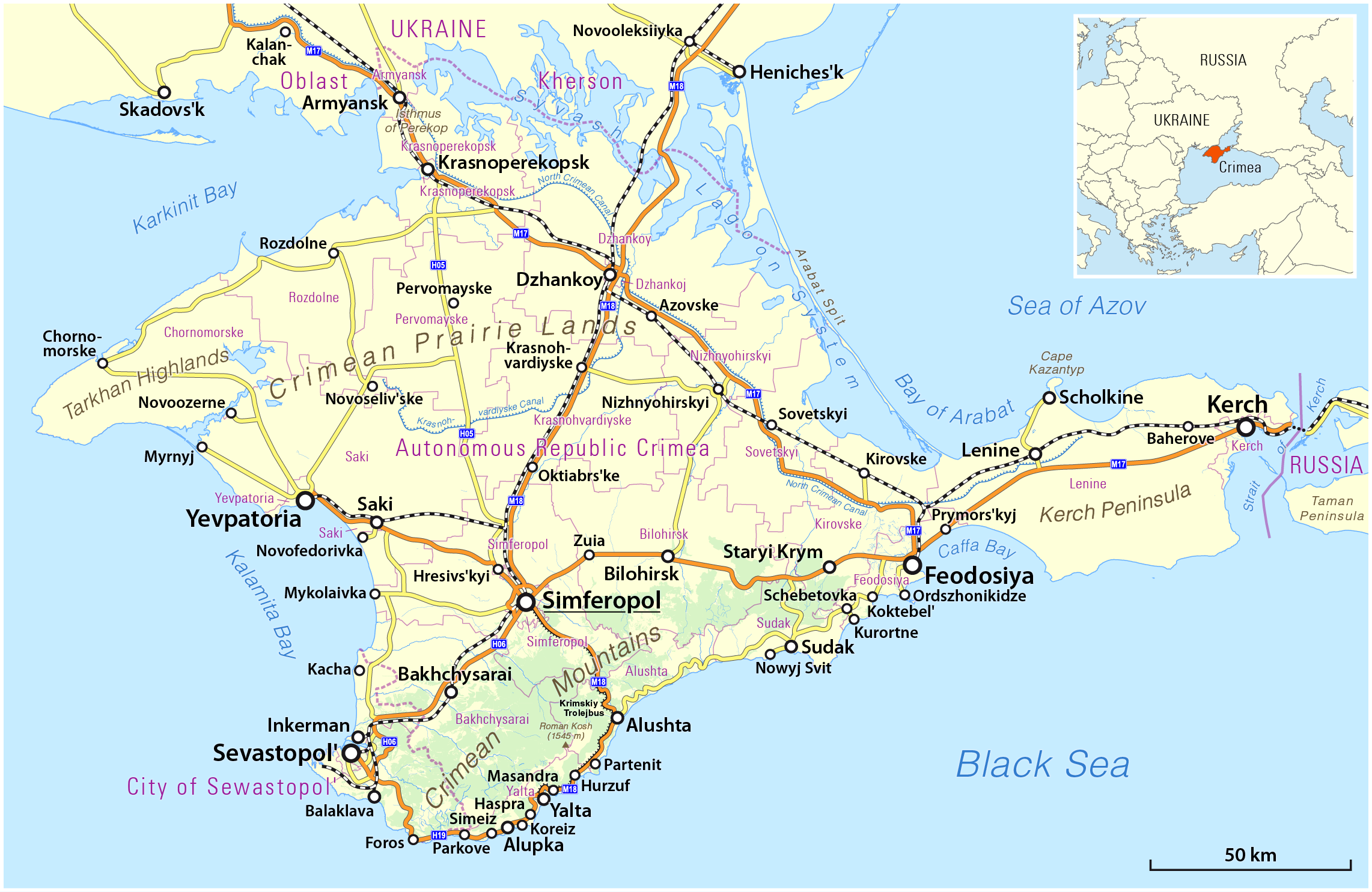
Carte de la Crimée

En 1954, Nikita Khrouchtchev transfère par décret la Crimée de la RSFS de Russie à la RSS d'Ukraine.
À partir de 1991, lors de la dislocation de l’URSS, et au cours des années suivantes, la question de la Crimée posera problème. À l’issue de diverses péripéties et de garanties d’autonomie du gouvernement central ukrainien, la péninsule restera rattachée à l’Ukraine.
À la suite des événements survenus en Ukraine fin 2013-début 2014 et à la crise de Crimée, un référendum local reconnu seulement par la Russie mène au rattachement de la Crimée à la fédération de Russie le 18 mars 2014. La frontière interne à l'Ukraine entre la Crimée et le reste du pays au niveau de l'isthme de Perekop devient donc de facto une frontière internationale. Néanmoins, ce rattachement et cette nouvelle frontière ne sont reconnus que par la Russie, alors que l'Ukraine et les autres pays considèrent que la Crimée fait toujours légalement partie du territoire ukrainien.
De plus, un litige oppose l'Ukraine et la Russie sur la possession des eaux du détroit de Kertch, l'Ukraine et la Russie on signé en 2003 un accord considérant que la mer d'Azov est une mer intérieure partagée entre les deux pays. Mais depuis le rattachement unilatéral de la Crimée à la Russie, la Russie ne considère plus que le détroit de Kertch est partagé mais qu'il s'agit de ses eaux territoriales, cette controverse est à l'origine de l'incident du détroit de Kertch.
En décembre 2018, une barrière de protection de 66 km de long est érigée entre la Crimée et l'Ukraine par la Russie,.
Le 12 février 2025, Pete Hegseth, le nouveau secrétaire à la défense américain, juge irréaliste un retour de l'Ukraine à ses frontières d'avant 2014, ce qui exclut le territoire de la Crimée.